# August Kluckhohn
August Kluckhohn (Kalletal, 6 luglio 1832 – Monaco di Baviera, 13 maggio 1893) è stato uno storico tedesco.

## Biografia
Studiò presso l'Università di Heidelberg, come studente di Ludwig Häusser, e presso l'Università di Gottinga, dove fu influenzato da Georg Waitz. Nel 1858 andò a Monaco per diventare redattore della "divisione critica" Historische Zeitschrift. Fu professore di storia presso l'Università di Monaco nel 1860, cinque anni dopo venne promosso come professore associato. Nel 1869, fu nominato professore ordinario di storia presso il Politecnico di Monaco di Baviera, e nel 1883 tornò a Gottinga come successore dello storico Reinhold Pauli.

## Opere principali
- Geschichte des Gottesfriedens (1857).
- Wilhelm III., Herzog von Bayern-München (1861).
- Ludwig der Reiche, Herzog von Bayern-Landshut (1865).
- Friedrich der Fromme, Kurfürst von der Pfalz (1876–79).
- Luise, Königin von Preussen (1876).
- Blücher (1879).
- Ueber L. von Westenrieders Leben und Schriften (1890).
- Vorträge und Aufsätze (Heigel and Wrede, Munich, 1894).[2]

Fu autore di numerose biografie nel Allgemeine Deutsche Biographie.